# Monnières, Loire-Atlantique
Monnières är en kommun i departementet Loire-Atlantique i regionen Pays de la Loire i nordvästra Frankrike. Kommunen ligger i kantonen Clisson som tillhör arrondissementet Nantes. År 2022 hade Monnières 2 341 invånare.

## Befolkningsutveckling
Antalet invånare i kommunen Monnières
| Referens: INSEE |